# كيد دراكولا
كيد دراكولا (بالإنجليزية: Kid Dracula)‏ ، هي لعبة إلكترونية فرعية لسلسلة كاسلفينيا، أنتجت شركة كونامي عام 1993م.